# クロストリパイン
クロストリパイン(Clostripain、EC 3.4.22.8)は、clostridiopeptidase B, clostridium histolyticum proteinase B, alpha-clostridipain, clostridiopeptidase, Endoproteinase Arg-Cとも呼ばれる、タンパク質中のアルギニンのカルボキシルペプチド結合を切断するプロテアーゼである。クロストリジウム属のClostridium histolyticumから単離される。この酵素の至適pHは、7.4～7.8である。